# The Scooby-Doo Show
The Scooby-Doo Show (de asemenea cunoscut simplu ca Scooby-Doo; engleză The Scooby-Doo Show) este a treia serie de incarnație a francizei Hanna-Barbera Scooby-Doo. Un total de 40 de episoade a rulat pentru 3 sezoane, din 1976 până în anul 1978, pe ABC. 16 episoade au fost produse pentru The Scooby-Doo/Dynomutt Hour în 1976, 8 episoade au fost produse pentru Scooby's All-Star Laff-A-Lympics în 1977 și 16 episoade au fost produse în 1978, cu 9 dintre ele rulând însăși sub numele Scooby-Doo, unde ești tu! și ultimele șapte ca segmente pentru Scooby's All-Stars. The Scooby-Doo Show este prima incarnație Scooby Doo care a avut premiera pe American Broadcasting Company (ABC).
În-afară de schimbările anuale în felul cum s-au difuzat, porțiunea de episoade Scooby din 1976–1978 reprezintă, la trei sezoane, cel mai lung format al serialului original care a rulat, înaintea adăugării lui Scrappy-Doo. Episoadele din toate cele trei sezoanele au reluat sub titlul The Scooby-Doo Show din anii 80; aceste episoade Scooby nu s-au difuzat inițial sub acest titlu. Reluările sunt difuzate în mod curent pe canalele Boomerang și Cartoon Network.
La fel ca multe dintre desenele Hanna-Barbera din anii 70, serialul a conținut o pistă de râsete făcute de studio.

## Personaje
- Scooby-Doo
- Shaggy Rogers
- Fred Jones
- Daphne Blake
- Velma Dinkley
- Scooby-Dum - Scooby-Dum este vărul lui Scooby-Doo. El este un câine gri ce poartă o pălărie și zgardă roșie. Spre deosebire de vărul său, Scooby-Dum este mai tembel și adesea se împiedică și se lovește. Deși, acesta își iubește foarte mult vărul.

## Vocile în engleză
- Scooby-Doo - Don Messick
- Shaggy Rogers - Casey Kasem
- Fred Jones - Frank Welker
- Daphne Blake - Heather North
- Velma Dinkley - Pat Stevens
- Scooby-Dum - Daws Butler

## Episoade
| N/o              | N/o | Titlu român                                   | Titlu englez                                | Ticălosul                                                             |
| ---------------- | --- | --------------------------------------------- | ------------------------------------------- | --------------------------------------------------------------------- |
|                  |     |                                               |                                             |                                                                       |
| SEZONUL 1 (1976) |     |                                               |                                             |                                                                       |
|                  |     |                                               |                                             |                                                                       |
| 01               | 13  | Fantoma care-ți face părul măciucă            | High Rise Hair Raiser                       | Ebenezer și Nethy                                                     |
|                  |     |                                               |                                             |                                                                       |
| 02               | 07  | Fiesta                                        | The Fiesta Host is an Aztec Ghost           | Fantoma lui Katazuma Statuia din piatră                               |
|                  |     |                                               |                                             |                                                                       |
| 03               | 02  | Jocul macabru al fantomei crocodil            | The Gruesome Ghost of the Gator Ghoul       | Fantoma crocodilului                                                  |
|                  |     |                                               |                                             |                                                                       |
| 04               | 08  | O fantomă șocantă                             | Watt A Shocking Ghost                       | Fantoma de 10.000 de volți                                            |
|                  |     |                                               |                                             |                                                                       |
| 05               | 11  | Fantoma călărețului fără cap                  | The Headless Horseman Of Halloween          | Călărețul fără cap                                                    |
|                  |     |                                               |                                             |                                                                       |
| 06               | 10  | Sperietură mare în Camelot                    | Scared Alot in Camelot                      | Merlin și cavalerul negru                                             |
|                  |     |                                               |                                             |                                                                       |
| 07               | 12  | Fantoma Doctorului Coșciug                    | The Harem Scarum Sanitarium                 | Fantoma doctorului Coșciug                                            |
|                  |     |                                               |                                             |                                                                       |
| 08               | 05  | Zombiul fără față                             | The No Face Zombie Chase                    | Zombiul fără față și gorila                                           |
|                  |     |                                               |                                             |                                                                       |
| 09               | 16  | Mamba Wamba                                   | Mamba Wamba and the Voodoo Hoodoo           | Mamba Wamba, Zombiul Mamba și Zombiul Lila                            |
|                  |     |                                               |                                             |                                                                       |
| 10               | 14  | Un câine fricos întâlnește demoni subterani   | A Frightened Hound Meets Demons Underground | Demonii de abur                                                       |
|                  |     |                                               |                                             |                                                                       |
| 11               | 01  | Tamooka, taurul din dealuri                   | A Bum Steer for Scooby                      | Tamooka taurul zburător, Fantoma băștinașului și taurul vorbitor      |
|                  |     |                                               |                                             |                                                                       |
| 12               | 09  | Rechinul demonic din adâncuri                 | There’s a Demon Shark in the Foggy Dark     | Rechinul demonic                                                      |
|                  |     |                                               |                                             |                                                                       |
| 13               | 06  | Scooby-Doo, unde-i gașca?                     | Scooby Doo, Where’s the Crew?               | Fantoma căpitanului Piscado, Monstrul caracatiță și Monstrul de varec |
|                  |     |                                               |                                             |                                                                       |
| 14               | 15  | Fantoma de pe stadion                         | The Ghost that Sacked the Quarterback       | Fantoma hoinară                                                       |
|                  |     |                                               |                                             |                                                                       |
| 15               | 04  | Fantomele din înghețată                       | The Ghost of The Bad Humor Man              | Fantomele de căpșuni, ciocolată și vanilie                            |
|                  |     |                                               |                                             |                                                                       |
| 16               | 03  | Spiritele din anii 76                         | The Spirits of 76                           | Fantomele lui Benedict Arnold, William Demont și John Andre           |
|                  |     |                                               |                                             |                                                                       |
| SEZONUL 2 (1977) |     |                                               |                                             |                                                                       |
|                  |     |                                               |                                             |                                                                       |
| 17               | 17  | Blestemul lacului vikingilor                  | The Curse of Viking Lake                    | Fantomele viking din lacul vikingilor                                 |
|                  |     |                                               |                                             |                                                                       |
| 18               | 18  | Lilieci vampiri și pisici fricoase            | Vampire Bats and Scaredy Cats               | Vampirul insulei craniu                                               |
|                  |     |                                               |                                             |                                                                       |
| 19               | 19  | Ascunde-te aici, Scooby-Doo                   | Hang In There, Scooby-Doo                   | Fantoma pterodactil                                                   |
|                  |     |                                               |                                             |                                                                       |
| 20               | 20  | Călătoria înspăimântătoare care-ți dă fiori   | The Chiller Diller Movie Thriller           | Fantoma lui Milo Buff                                                 |
|                  |     |                                               |                                             |                                                                       |
| 21               | 21  | Misterul înfricoșător de la pista de curse    | The Spooky Case of the Grand Prix Race      | Concurentul fantomă                                                   |
|                  |     |                                               |                                             |                                                                       |
| 22               | 22  | Schimbarea vrăjitoarei din Ozark              | The Ozark Witch Switch                      | Fantoma vrăjitoarei McCoy și zombiul                                  |
|                  |     |                                               |                                             |                                                                       |
| 23               | 23  | Excursia sinistră                             | The Creepy Cruise                           | Fantoma viitorului                                                    |
|                  |     |                                               |                                             |                                                                       |
| 24               | 24  | Monstrul din mare                             | The Creepy Heep From The Deep               | Grămada înfiorătoare din adâncuri și fantoma căpitanului Clemens      |
|                  |     |                                               |                                             |                                                                       |
| SEZONUL 3 (1978) |     |                                               |                                             |                                                                       |
|                  |     |                                               |                                             |                                                                       |
| 25               | 25  | Atenție la Willawaw!                          | Watch Out! The Willawaw!                    | Willawaw și oamenii bufniță                                           |
|                  |     |                                               |                                             |                                                                       |
| 27               | 26  | Încurcături sinistre în triunghiul bermudelor | A Creepy Tangle in the Bermuda Triangle     | Oamenii schelete și OZN-ul                                            |
|                  |     |                                               |                                             |                                                                       |
| 30               | 27  | O noapte înfricoșătoare cu monstrul zăpezii   | A Scary Night With A Snow Beast Fright      | Bestia de zăpadă                                                      |
|                  |     |                                               |                                             |                                                                       |
| 26               | 28  | Vrăjitoarea                                   | To Switch a Witch                           | Fantoma vrăjitoarei a salemului bătrân                                |
|                  |     |                                               |                                             |                                                                       |
| 31               | 29  | Monstrul de cadran                            | The Tar Monster                             | Monstrul de cadran                                                    |
|                  |     |                                               |                                             |                                                                       |
| 29               | 30  | Monștri și fantome în Scoția                  | A Highland Fling with a Monstrous Thing     | Fantoma lui Finnyan McDuff și monstrul din Loch Ness                  |
|                  |     |                                               |                                             |                                                                       |
| 28               | 31  | Cazul sinistru al bătrânului Mască de Fier    | The Creepy Case of Old Iron Face            | Mască de fier                                                         |
|                  |     |                                               |                                             |                                                                       |
| 32               | 32  | Vai ș-amar, Jaguaro!                          | Jeepers! It's A Jaguaro!                    | Jaguarul                                                              |
|                  |     |                                               |                                             |                                                                       |
| 33               | 38  | Fugi de lângă felină                          | Make a Beeline Away From That Feline        | Creatura pisică                                                       |
|                  |     |                                               |                                             |                                                                       |
| 34               | 33  | Arătarea cu ghearele de vultur                | The Creepy Creature of Vultures Claw        | Vulturul                                                              |
|                  |     |                                               |                                             |                                                                       |
| 35               | 34  | Discul diabolic                               | The Diabolical Disc Demon                   | Discul diabolic                                                       |
|                  |     |                                               |                                             |                                                                       |
| 36               | 35  | Norocul chinezesc ciudat al lui Scooby Doo    | Scooby’s Chinese Fortune Kooky Caper        | Monstrul lunii                                                        |
|                  |     |                                               |                                             |                                                                       |
| 37               | 36  | Amenințare în Veneția                         | A Menace in Venice                          | Gondolierul fantomatic                                                |
|                  |     |                                               |                                             |                                                                       |
| 38               | 37  | Nu te apropia de fortăreața fricii            | Don’t Go Near the Fortress of Fear          | Fantoma lui Juan Carlos                                               |
|                  |     |                                               |                                             |                                                                       |
| 40               | 39  | Căpcăunul de pe Wimbledon                     | The Warlock of Wimbledon                    | Antos vrăjitorul și ogarul său                                        |
|                  |     |                                               |                                             |                                                                       |
| 39               | 40  | Fiara din lacul fără fund                     | The Beast is Awake in Bottomless Lake       | Bestia lacului fără fund                                              |
|                  |     |                                               |                                             |                                                                       |